# Heterozetes palustris
Heterozetes palustris är en kvalsterart som först beskrevs av Rainer Willmann 1917.  Heterozetes palustris ingår i släktet Heterozetes och familjen Heterozetidae. Inga underarter finns listade i Catalogue of Life.